# شهرستان اوو
شهرستان اوو (به لاتین: Ewo District) یک منطقهٔ مسکونی در جمهوری کنگو است که در بخش کووت اوست واقع شده‌است.